# انگور (فیلم ۱۹۸۲)
انگور (هندی: अंगूर) یک فیلم در ژانر کمدی به کارگردانی گلزار است که در سال ۱۹۸۲ منتشر شد. از بازیگران آن می‌توان به سانجیو کومار، دون ورما، و موشومی چاترجی اشاره کرد.